# Louis Nathaniel von Rothschild

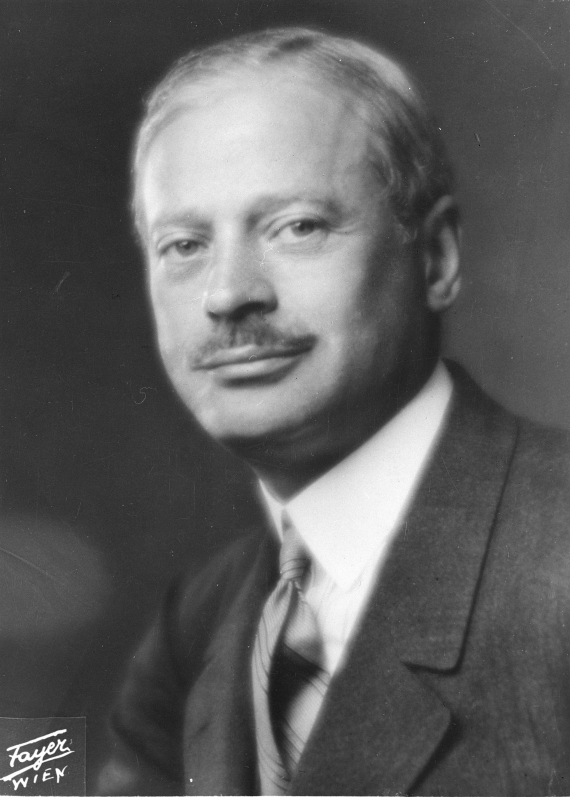
Louis Nathaniel von Rothschild (Aufnahme von Georg Fayer um 1930)

Louis Nathaniel Freiherr von Rothschild (* 5. März 1882 in Wien; † 15. Jänner 1955 in Montego Bay, Jamaika) war der letzte bedeutende Vertreter des Wiener Zweigs der Bankiersfamilie Rothschild.

## Leben
Louis Nathaniel von Rothschild war der zweite Sohn von Albert Salomon Anselm von Rothschild und Bettina Caroline von Rothschild (1858–1892); seine früh verstorbene Mutter, eine Tochter von Alphonse de Rothschild, entstammte dem französischen Zweig der Bankiersfamilie. Seine Brüder waren Alfons und Eugen von Rothschild, er wuchs mit ihnen im familiären Palais in Wien sowie auf den Besitzungen seines Vaters auf und besuchte das Theresianum in Wien.
Er interessierte sich von Jugend an für Anatomie, Botanik und Kunst. Sein Jusstudium an der Universität Wien wie auch die stattdessen besuchten Vorlesungen u. a. in Kunstgeschichte, Anthropologie und Experimentalphysik brach er nach zwei Semestern ab. Louis von Rothschild wurde als guter Polospieler, Kletterer und Reiter geschildert, war ferner passionierter Jäger und fand bereits früh am Automobil gefallen. 1910 legte er gemeinsam mit Victor Franz Hess die Prüfung im Ballonfahren ab.
Ab 1907 gehörte er dem Verwaltungsrat des von seinem Urgroßvater gegründeten Privatbankhauses S. M. v. Rothschild in Wien an. Nach dem Tod seines Vaters im Jahre 1911, der ihm die alleinige Geschäftsführung übertragen hatte, kontrollierte er zudem als Hauptaktionär der Creditanstalt die größte Bank Österreich-Ungarns mitsamt deren Industriekonzern sowie die Ungarische Allgemeine Kreditbank in Budapest. Damit wurde er zum reichsten Mann Österreich-Ungarns.
Im Ersten Weltkrieg wurde er, obwohl er ein guter Reiter war, aufgrund seines Herzleidens und einer Sehschwäche für untauglich erklärt. Nach dem Aussterben der Frankfurter Linie übernahm er zudem auch Verantwortung für einen großen Teil der internationalen Aktivitäten des Hauses Rothschild. Ab 1922 war er Generalrat der Österreichischen Nationalbank.
1929/30 unternahm er eine große Safari in Afrika und wurde dabei vom Schweizer Flugpionier Walter Mittelholzer begleitet. Gemeinsam überflogen sie dabei erstmals den Mount Kenya sowie den Kilimandscharo. Ein bei dieser Safari von Louis Rothschild benütztes Steyr-Mannlicher-Gewehr kam später in den Besitz von Ernest Hemingway.

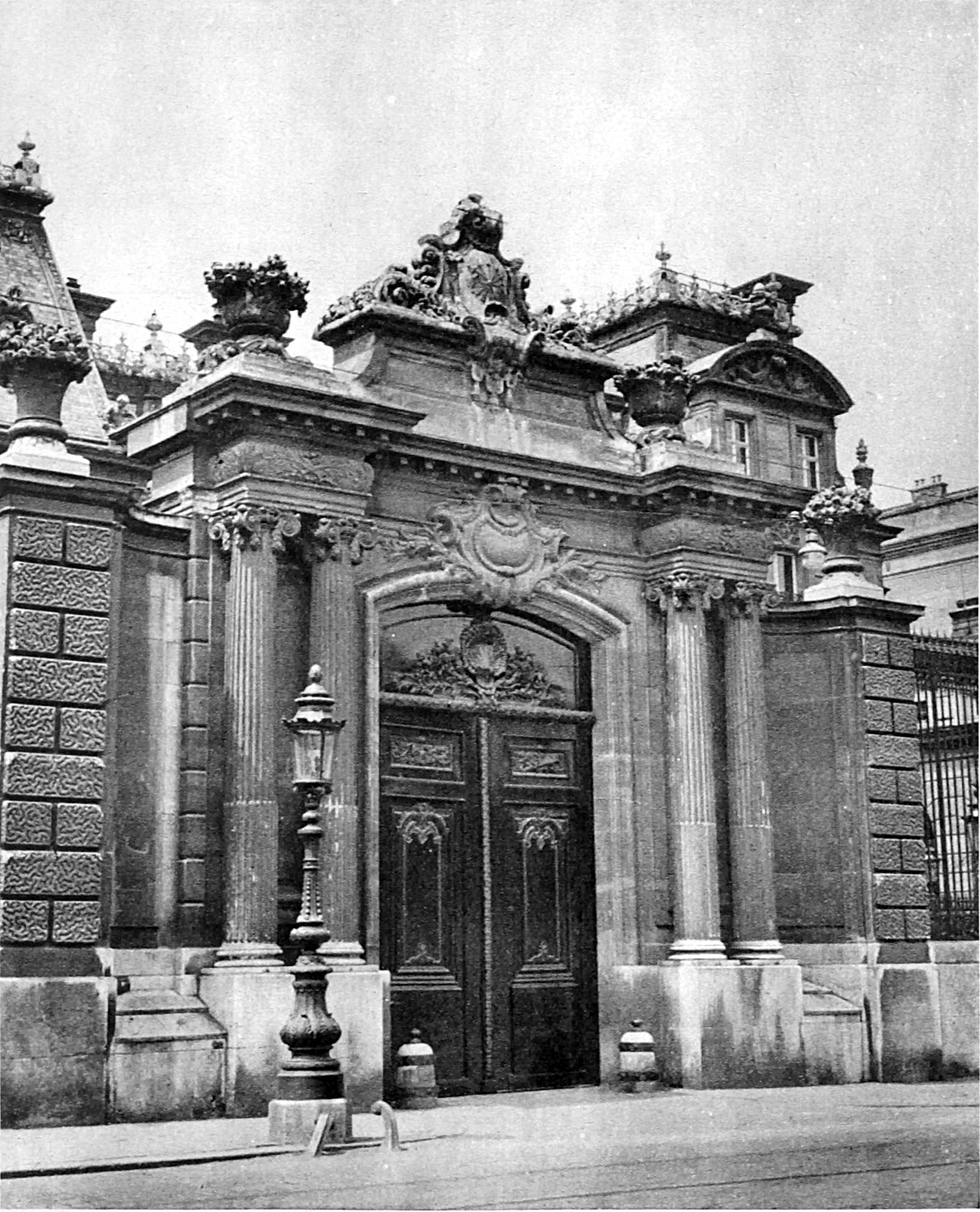
Eingang des Palais Rothschild (1931)

### Krise der Creditanstalt
Angesichts der katastrophalen wirtschaftlichen Lage des kleiner gewordenen Österreichs nach 1918 und der Überbesetzung des Bankenapparats geriet auch die Creditanstalt mit ihrem bedeutenden Industriekonzern in zunächst latente Schwierigkeiten. Die Lage wurde noch dadurch erschwert, dass Bundeskanzler Johann Schober im Oktober 1929 von Rothschild ultimativ forderte, die in einer massiven Krise befindliche Bodencreditanstalt zu übernehmen. Rothschild gab nach, in der Folge kam es aber am Höhepunkt der Weltwirtschaftskrise im Frühjahr 1931 zum Zusammenbruch der Creditanstalt, der schwerwiegende Auswirkungen auf das internationale Finanzsystem hatte. Rothschild leistete einen namhaften Beitrag, die größte Bank Österreichs musste aber im Wesentlichen mit Staatsgeldern saniert werden und befand sich im März 1938 somit mehrheitlich im Besitz des Bundes.

### Arisierung seines Besitzes
Nach dem Anschluss Österreichs im März 1938 strebte das Reichswirtschaftsministerium (RWM) die sogenannte „Arisierung“ des dortigen Bankwesens an. Am Tag des Anschlusses wurde Rothschild von der SS am Flughafen Aspern verhaftet. Seine Brüder waren durch Zufall schon vorher in London und Paris. Louis Rothschild weilte zu dieser Zeit in Kitzbühel, fuhr jedoch zurück nach Wien, da er seine beiden Nichten – die Töchter seines Bruders Alfons (1878–1942) – welche auf dem Weg in die Schweiz waren, in Sicherheit wissen wollte. Nach seiner Verhaftung wurde er im Keller des Polizeigebäudes an der Roßauer Lände gefangen gehalten und etwas später ins Gestapo-Hauptquartier im Hotel Métropole am Morzinplatz verlegt, wo er 14 Monate in Isolationshaft saß. Der Historiker Roman Sandgruber nimmt an, dass dieses Schicksal Rothschilds dem Schriftsteller Stefan Zweig als Vorlage für sein letztes Werk Schachnovelle gedient habe. Rothschild wurde in den Arisierungsverhandlungen der Reichswerke Hermann Göring um den Verkauf der Witkowitzer Eisenwerke als Geisel genutzt. Die Verhandlungen führten seine Brüder Alfons und Eugen im Frühjahr 1939 in Paris mit Vertretern des Deutschen Reiches. Er wurde erst am 11. Mai 1939 – nach Preisgabe des gesamten österreichischen Familienbesitzes – freigelassen. Laut Roman Sandgruber lässt sich die gesamte erpresste Summe nicht mehr genau eruieren, sie liegt jedenfalls viel höher als die damals kolportierten 21 Millionen Reichsmark.
Im März 1938 verhandelte Hermann Abs in Begleitung von Walter Pohle, einem ehemaligen Mitarbeiter des RWM, über die beabsichtigte Übernahme der Creditanstalt. Die Aktienmehrheit an der Bank ging zuerst in eine Holdinggesellschaft des Deutschen Reiches und anschließend an die Deutsche Bank. Führende Kraft im Vorstand blieb Josef Joham, der unter der wohlwollenden Patronanz von Abs die 1918 verloren gegangene Rolle der CA in den Ländern Südosteuropas wiederherstellen wollte und den Industriekonzern der Bank vor Übernahmegelüsten aus dem „Altreich“ möglichst intakt zu halten versuchte. Unter der Herrschaft des NS-Regimes unterhielt die Bank Geschäftsbeziehungen zu mindestens 13 Konzentrationslagern (KZ), von denen die Bank regelmäßig Todeslisten – auch vom KZ Auschwitz – erhielt und Wuchergebühren für Geldüberweisungen von Angehörigen an KZ-Häftlinge berechnete. Auch bei der „Arisierung“ der Sascha Filmindustrie spielte die Creditanstalt eine tragende Rolle. Sie übernahm das politisch bedrängte Unternehmen zu einem unrealistisch niedrigen Wert von damals 1000 Schilling und übergab die Anteile in der Folge an die Cautio Treuhand, ein von NS-Propagandaminister Joseph Goebbels gesteuertes Unternehmen.
In das Palais Albert Rothschild in der Prinz-Eugen-Straße in Wien zog die „Zentralstelle für jüdische Auswanderung in Wien“ von Adolf Eichmann ein. Im Palais von Louis Rothschilds Bruder Alphonse in der benachbarten Theresianumgasse war der Geheimdienst Sicherheitsdienst des Reichsführers SS untergebracht.
Das Privatbankhaus S. M. v. Rothschild wurde zunächst durch das Österreichische Credit-Institut, ab Juli 1938 durch das Münchner Bankhaus Merck Finck & Co kommissarisch verwaltet. 1940 wurde das Bankhaus S. M. v. Rothschild dann im Rahmen der „Arisierung“ jüdischen Eigentums durch das in Wien eigens neugegründete Bankhaus E. v. Nicolai übernommen, an dem wiederum die Bank Merck Finck & Co mit 71 Prozent und die Deutsche Industrie Bank aus Düsseldorf mit 19 Prozent beteiligt waren.

### Späteres Leben
Louis Rothschild emigrierte über die Schweiz, England und Südamerika in die USA, wo er in Vermont ansässig wurde. Er heiratete 1946 Hildegard Johanna von Auersperg (1895–1981) und züchtete gemeinsam mit ihr auf seiner Ellis Farm in East Barnard vorwiegend Rosen und Hunde. In derselben Gegend wohnten die Schriftsteller Dorothy Thompson, Sinclair Lewis und der ebenfalls aus Österreich geflüchtete Carl Zuckmayer.
Seine Ehe blieb kinderlos. Einen Teil seines restlichen Lebens verbrachte er auf Reisen, Ende 1946 kam Louis Rothschild dabei auch wieder nach Österreich und besuchte es ab da wieder öfter. Er starb 1955 im Alter von 72 Jahren auf einer dieser Reisen in Jamaika, nachdem er beim Schwimmen einen Herzinfarkt erlitten hatte. Innerhalb der Familie sorgte sein Wunsch, in Wien bestattet zu werden, teilweise für Verwunderung und Entrüstung.

#### Restitution nach 1945
Der Banksitz in der Wiener Renngasse wurde nach dem Krieg an das Bankhaus Schoeller & Co. verkauft. Das Privatpalais in der Prinz-Eugen-Strasse wurde an die Arbeiterkammer übereignet. Es wurde 1955 – just am Tag der Beerdigung Rothschilds auf dem Wiener Zentralfriedhof – gesprengt. Die umfangreichen Besitzungen im Mostviertel mit dem Rothschildschloss in Waidhofen an der Ybbs schenkte Rothschild der Republik Österreich, mit der Auflage, die Pensionsansprüche seiner ehemaligen Forstleute weiter zu erfüllen.
In insgesamt acht Rückstellungsverfahren nach dem Zweiten Weltkrieg erhielten Louis Rothschild beziehungsweise seine Familienangehörigen Werte aus seinem früheren Eigentum zurück. Louis Rothschild bekam neben Grundbesitz und Immobilien einen kleinen Teil des Bankvermögens erstattet, verzichtete jedoch darauf, das Bankhaus S. M. von Rothschild wieder zu errichten. Die Kunstsammlung der Familie, die 1938 beschlagnahmt und über mehrere Museen im ganzen Land verteilt worden war, blieb jedoch bis 1999 im Besitz der Republik Österreich. Erst nach der Washingtoner Erklärung von 1998 und dem daraus folgenden Restitutionsgesetz wurden an die Erben 250 Kunstwerke, darunter 31 Gemälde, zurückgegeben. Für die Ausfuhrerlaubnis musste die Familie allerdings ausgewählte Gemälde der Republik schenken.